# 布孔维莱尔
布孔维莱尔（法語：Bouconvillers）是法国瓦兹省的一个市镇，属于博韦区（Beauvais）韦克桑地区绍蒙县（Chaumont-en-Vexin）。该市镇总面积4.79平方公里，2009年时的人口为369人。

## 人口
布孔维莱尔人口变化图示